# تعليم معتمد على اللغة الإنجليزية
نظام التعليم المعتمد على اللغة الإنجليزية هو نظام يستخدم اللغة الإنجليزية لتكون وسيلة التعليم الرئيسية، خصوصًا عندما لا تكون اللغة الإنجليزية هي اللغة الأم للطلاب.
وقد ارتبط في البداية بتوسع وانتشار اللغة الإنجليزية من بلدها الأم في إنجلترا والمناطق المنخفضة في اسكتلندا وانتشارها في باقي أرجاء بريطانيا العظمى وأيرلندا، فإن ارتقاء الإمبراطورية البريطانية قد ساعد على زيادة انتشار هذه اللغة، كما حدث مع التأثير الاقتصادي والثقافي المتنامي للولايات المتحدة منذ الحرب العالمية الثانية.
ونظرًا لأن امتلاك الدراية المفيدة من الناحية العملية للغة الإنجليزية ينظر إليه على أنه أمر له قيمة كبيرة، فإن العديد من الدول في مختلف أرجاء العالم حيث لا تكون اللغة الإنجليزية هي اللغة المسيطرة يشجع أو يفرض استخدام اللغة الإنجليزية لكي تكون وسيلة التعليم العادية.

## أمثلة من مختلف أنحاء العالم

### كندا
يعد التعليم مسألة مرتبطة بالمقاطعة بموجب الدستور الكندي، القسم 92. وقد تم ضمان حقوق اللغة الفرنسية في مقاطعة كويبيك منذ اتفاقية باريس عام 1763، أما اللغة الفرنسية خارج كويبيك بالإضافة إلى كل لغات الأقليات الأخرى، فقد واجهت قوانين صدرت ضدها في وقت أو آخر. وقد توالت قوانين التعليم باللغة الإنجليزية فقط في مختلف أرجاء كندا أثناء القرنين التاسع عشر والعشرين، وقد وصلت تلك القوانين إلى قمتها في استجواب مدارس مينتوبا في عام 1896 واللائحة 17 في أونتاريو في عام 1912، حيث تمت مهاجمة اللغة الفرنسية وغيرها من لغات الأقليات الأوروبية من خلالهما، بالإضافة إلى نظام المدارس الداخلية الهندي الذي هاجم لغات سكان البلاد الأصليين.
وقد تم إلغاء هذه السياسات بشكل تدريجي مع الصحوة التي شهدتها كندا من خلال تبني اللغات الثنائية الرسمية (الإنجليزية والفرنسية) في عام 1969 وتعدد الثقافات في عام 1971، إلا أن اللغة الإنجليزية بقيت هي اللغة المسيطرة للتعليم خارج كويبيك ونيو برانزويك.

### ويلز
في بعض الأحوال، يطلق على القوانين الصادرة في مراسيم ويلز بين عامي 1535 و1542، والتي تم تمريرها من خلال برلمان إنجلترا والقاضية بضم ويلز إلى المملكة البريطانية، اسم «مراسيم الاتحاد.»
ومن بين الأمثلة التي يشيع ذكرها بصفة متكررة، عند الحديث عن التأثيرات الواقعة على اللغة الويلزية، القسم الأول من قانون عام 1535، والذي ينص على ما يلي: «الأشخاص الموجودون في نفس المنطقة يمتلكون ويستخدمون لغة لا تشبه حرف ne الساكن بشكل يومي مقارنة باللغة الطبيعية الأم المستخدمة في تلك المنطقة» ثم يعلن عن النية في «استئصال جميع الاستخدامات والعادات المفردة والسيئة» التي تنتمي إلى ويلز.
والقسم 20 من قانون عام 1535 يجعل اللغة الإنجليزية هي اللغة الوحيدة المستخدمة في المحاكم، وأن أولئك الذين يستخدمون اللغة الويلزية لن يتم ترشيحهم في أي منصب عام في ويلز:
كما سنت السلطة المذكورة آنفًا أن كل القضاة والمفوضين والعمد والعاملين في حقل الطب الشرعي والعاملين في مجال القضاء ومساعديهم وكل المسئولين ووزراء القانون الآخرين يجب عليهم تسيير وإجراء جلسات المحاكم ومقاطعات المائة عائلة ومحاكم الأمور الصغيرة ومحاكم العمد وكل المحاكم الأخرى باللغة الإنجليزية؛
(2) وكل عمليات القسم للمسئولين والمحلفين وكل التحقيقات والشهادات والأحكام والرهانات القانونية الأخرى يجب أن تتم وتنفذ باللغة الإنجليزية،
(3) وكذلك، من الآن فصاعدًا، لن يتولى أي شخص أو مجموعة أشخاص يستخدمون اللغة الويلزية أي مناصب رسمية أو يتقاضون رواتب في إنجلترا أو ويلز أو أي منطقة أخرى تخضع لسيطرة الملك، إلا إذا كان هذا الشخص أو هذه المجموعة من الأشخاص يتحدثون اللغة الإنجليزية ويمارسونها.
وكان تأثير هذه الفقرة المتعلقة باللغة يتمثل في وضع الأساس لخلق طبقة حاكمة تتحدث اللغة الإنجليزية من النبلاء ملاك الأراضي في ويلز، مما يمكن أن يكون له الكثير من التبعات.
ولم يتم إلغاء تلك الأجزاء في قانون عام 1535 والمتعلقة باللغة بشكل قاطع إلا في عام 1993، من خلال قانون اللغة الويلزية لعام 1993، رغم أن التعليقات حول نسخة قاعدة بيانات القانون التشريعي للقانون كانت تنص على أن الأقسام من 18 إلى 21 قد تم إلغاؤها من خلال قانون مراجعة القانون التشريعي عام 1887.
وفي يوليو من عام 1846، قامت الحكومة البريطانية بتعيين ثلاثة مفوضين لتقصي الحقائق حول حالة التعليم في ويلز، وكان هؤلاء المفوضون لا يتحدثون إلا اللغة الإنجليزية.
وفي الأول من يوليو عام 1847، رفع هؤلاء المفوضون تقريرهم إلى الحكومة في ثلاثة مجلدات ضخمة زرقاء اللون. وقد أطلق على هذا التقرير بسرعة اسم Brad y Llyfrau Gleision (أي معاهدة الكتب الزرقاء)، حيث كان المفوضون يمتلكون الحرية فيما يتعلق بتعليقاتهم الخاصة بالانتقاص من قدر اللغة وعدم الاتساق وأخلاقيات الشعب الويلزي بصفة عامة، بغض النظر عن توثيق حالة التعليم في ويلز. والتأثير الفوري للتقرير هو تأصيل اعتقاد في عقول العامة أن الطريقة الوحيدة للشعب الويلزي للاستمرار في العالم كان من خلال اللغة الإنجليزية، وتطورت عقدة نقص حول اللغة الويلزية، والتي لم يتم التخلص من أثرها تمامًا حتى الآن. وقد أشار أستاذ التاريخ كينيث أو مورجان إلى أهمية التقرير وتبعاته قائلاً «إنه بمثابة Glencoe and the Amritsar للتاريخ الويلزي»

### أيرلندا
كتب الشاعر سبنسر  في عام (1596) التوصية التالية «يجب أن يتم تعليم الأيرلنديين باللغة الإنجليزية، سواء في النحو أو في العلوم... لأن التعليم له قوة رائعة في حد ذاته مما يساعد على تليين وتعديل مزاج أصعب الشخصيات عنادًا وأكثرها وحشية.»
وقد أعلن جيمس الأول عن إنشاء «المدارس الملكية» في أيرلندا في عام 1608، حيث كان الغرض منها «أن تتواجد مدرسة مجانية واحدة على الأقل في كل مقاطعة، من أجل تعليم الشباب العلوم والدين.»
وقد كانت هذه المدارس توفر التعليم القائم على اللغة الإنجليزية لأبناء المستوطنين الذين استوطنوا الأراضي في أيرلندا، ومعظمهم كانوا من أصول اسكتلندية أو إنجليزية.
ومع ذلك، لم يتم إنشاء إلا خمس مدارس من هذه النوعية، ذا رويال سكول (The Royal School)، أرماه في مقاطعة أرماه، وبورتورا رويال سكول (Portora Royal School) في مقاطعة فيرماناه، وكافان رويال سكول (Cavan Royal School) في مقاطعة كافان ورويال سكول دانجانون (Royal School Dungannon) في تيرون ورويال أند بريور سكول (Royal and Prior School) في مقاطعة دونيجال.
تم تأسيس نظام التعليم القومي في عام 1831، من خلال الحكومة البريطانية، تحت إدارة رئيس الوزراء إي جي استانلي. وقد تم تأسيس حوالي 2500 مدرسة قومية في أولستر في الفترة بين 1832 و1870، حيث تم بناؤها من خلال مساعدة مفوضي التعليم القومي والأمناء المحليين.
يقول الأستاذ إي أو بواتشيلا:

خلال أول أربعة عقود من تواجدها، لم يكن هناك أي ذكر للغة الأيرلندية في برنامج اللوائح لمفوضي التعليم القومي، بالإضافة إلى ذلك، لم يتم عمل أي بنود من أي نوع في عام 1831 عندما تم وضع النظام الأصلي للتعليم للأطفال الذين لا يتحدثون إلا اللغة الأيرلندية. ووفقًا للرأي الرسمي للمفوضين بعد ذلك، والذي تم التعبير عنه في رد رسمي إلى رئيس الوزراء في عام 1884، "كان القائمون على الترويج للنظام القومي يتلهفون على تشجيع الاستفادة من اللغة الإنجليزية.

وقد قام البطل الأيرلندي بي إتش بيرس بنشر سلسلة من الدراسات حول نظام التعليم القائم على اللغة الإنجليزية في أيرلندا. واشتمل مقاله الذي أطلق عليه اسم آلة القتل (The Murder Machine) على مقالة ظهرت في جريدة آيريش ريفيو (Irish Review) في فبراير عام 1913.
وقد كتب بيرس ما يلي في مقاله المنشور:

وقد بدا التعليم باللغة الإنجليزية في أيرلندا: بالنسبة للبعض مثل سرير بروكستس (Procustes)، أي السرير الذي يجب أن يستلقي عليه كل الرجال، حتى لو كان لا يناسب مقاسهم: فالمسافر الذي يجده كبيرًا للغاية عليه يمد أطرافه إلى أن يملأه، والمسافر الذي يجده صغيرًا للغاية يجب أن يضم أطرافه إلى أن يناسبه بشكل مريح. لقد كان استخدام المسافر هنا من باب الدعابة. أما الإنجليز فقد قاموا بفعل ذلك بالأطفال الأيرلنديين ليس من باب الدعابة، ولكن بشكل متعمد لهدف ما. ولم تأخذ الأنظمة الإنجليزية-الأيرلندية، حتى الآن، في اعتبارها الفروق بين الأفراد والفروق بين المناطق المحلية: والفروق بين المجتمعات الريفية والحضرية والفروق التي تنبع من الأصول، سواء الجيلية أو الأنجلوسكسونية.

## قائمة المراجع وكتابات أخرى
- Séamas Ó Buachalla,Educational Policy and the Role of the Irish Language from 1831 to 1981, European Journal of Education, Vol. 19, No. 1, Multicultural Education (1984), pp. 75–92
- Bisong, Joseph (1995 [1994]) Language Choice and cultural Imperialism: a Nigerian Perspective. ELT Journal 49/2 pp. 122–132.
- Bobda, Augustin Simo (1997) Sociocultural Constraints in EFL Teaching in Cameroon. In: Pütz, Martin (ed.) The cultural Context in Foreign Language Teaching. Frankfurt a. M.: Lang. pp. 221–240.
- Brutt-Griffler, Janina (2002) World English. Multilingual Matters. ISBN 1-85359-577-2
- Canagarajah, A. Suresh (1999), Resisting Linguistic Imperialism in English Teaching, مطبعة جامعة أكسفورد. ISBN 0-19-442154-6
- Canagarajah, A. Suresh, Thomas Ricento & Terrence G. Wiley [eds.] (2002) Journal of Language, Identity, and Education. Special issue. Lawrence Erlbaum Associates. ISBN 0-8058-9629-5
- Canagarajah, A. Suresh [ed.] (2004) Reclaiming the Local in Language Policy and Practice. Lawrence Erlbaum Associates. ISBN 0-8058-4593-3
- Crystal, David  (2003), English as a Global Language, 2nd ed., Cambridge University Press. ISBN 0-521-53032-6
- Davies, Alan (1996) Review Article: ironising the Myth of Linguicism. Journal of Multilingual and Multicultural Development. 17/6: 485–596.
- Davies, Alan (1997) Response to a Reply. Journal of Multilingual and Multicultural Development 18/3 p. 248.
- Edge, Julian [ed.] (2006) (Re-)Locating TESOL in an Age of Empire. Palgrave Macmillan. ISBN 1-4039-8530-8
- Holborow, Marnie (1999) Politics of English. Sage Publications. ISBN 0-7619-6018-X
- Holborrow, Marnie (1993) Review Article: linguistic Imperialism. ELT Journal 47/4 pp. 358–360.
- Holliday, Adrian (2005),  Struggle to Teach English as an International Language , Oxford University Press. ISBN 0-19-442184-8
- Kontra, Miklos, Robert Phillipson, Tove Skutnabb-Kangas & Tibor Varady [eds.] (1999), Language: A Right and a Resource, Central European University Press. ISBN 963-9116-64-5
- Kramsch, Klaire and Particia Sullivan (1996) Appropriate Pedagogy. ELT Journal 50/3 pp. 199–212.
- Malik, S.A. Primary Stage English (1993). Lahore: Tario Brothers.
- Pennycook, Alastair (1995), The Cultural Politics of English as an International Language, Longman. ISBN 0-582-23473-5
- Pennycook, Alastair (1998), English and the Discourses of Colonialism, Routledge. ISBN 0-415-17848-7
- Pennycook, Alastair (2001), Critical Applied Linguistics, Lawrence Erlbaum Associates. ISBN 0-8058-3792-2
- Pennycook, Alastair (in press) Global Englishes and Transcultural Flows. Routledge. ISBN 0-415-37497-9
- Phillipson, Robert (1992), Linguistic Imperialism, Oxford University Press. ISBN 0-19-437146-8
- Phillipson, Robert [ed.] (2000), Rights to Language, Lawrence Erlbaum Associates. ISBN 0-8058-3835-X
- Phillipson, Robert (2003) English-Only Europe? Routledge. ISBN 0-415-28807-X
- Punjab Text Book Board (1997) My English Book Step IV. Lahore: Metro Printers.
- Rajagopalan, Kanavilli (1999) Of EFL Teachers, Conscience and Cowardice. ELT Journal 53/3 200–206.
- Ramanathan, Vaidehi (2005) The English-Vernacular Divide. Multilingual Matters. ISBN 1-85359-769-4
- Rahman, Tariq (1996) Language and Politics in Pakistan Karachi: Oxford University Press
- Ricento, Thomas [ed.] (2000) Ideology, Politics, and Language Policies. John Benjamins. ISBN 1-55619-670-9
- Skutnabb-Kangas, Tove & Robert Phillipson [eds.]; Mart Rannut (1995), Linguistic Human Rights, Mouton De Gruyter. ISBN 3-11-014878-1
- Sonntag, Selma K. (2003) The Local Politics of Global English. Lexington Books. ISBN 0-7391-0598-1
- Spichtinger, Daniel (2000) The Spread of English and its Appropriation. University of Vienna, Vienna.
- Tsui, Amy B.M. & James W. Tollefson (in press) Language Policy, Culture, and Identity in Asian Contexts. Lawrence Erlbaum Associates. ISBN 0-8058-5694-3
- Widdowson, H.G. (1998a) EIL: squaring the Circles. A Reply. World Englishes 17/3 pp. 397–401.
- Widdowson, H.G. (1998b) The Theory and Practice of Critical Discourse Analysis. Applied Linguistics 19/1 pp. 136–151.

## وصلات خارجية
- Minute by the Hon'ble T.B. Macaulay, dated the 2 February 1835.
- Sabhal Mòr Ostaig,Colaiste Ghàidhlig na h-Alba
- The Common School, by Seamus Dunn
- English Next by David Graddol , British Council
- <75:EPATRO>2.0.CO;2-K&size=LARGE European Journal of Education, Vol. 19, No. 1, Multicultural Education (1984) 'Education Policy and the Role of the Irish Language from 1831 to 1981.' URL
- Gaelic in Scotland نسخة محفوظة 18 يوليو 2004 على موقع واي باك مشين.
- Empire? What Empire? Imperialism and British national identity c. 1815–1914 by Professor Bernard Porter
- The Murder Machine by P.H. Pearse
- UNESCO Cultural and Linguistic Diversity in Education